# Felpéc néprajza
A Sokorói-dombságból egy véletlenül kiválasztott településen bemutatható a tájegység néprajza. Felpéc a tájegység  átlagos nagyságú, átlagos népességű falva, s jól renrezentálja a választott témát.

## Etnográfia

### Öltözködés
Jellemző népviselet nem volt Felpécen. Az öltözködésben a sötét színek, a fekete, a bordó, a barna és a szürke domináltak. A férfiak fekete és sötétkék posztót, a nők a zöld szövetet kedvelték. A férfiak kabátját mándlinak, a szűkebb női kabátot testhezállónak, a mellényt pruckának ill. prudinak nevezték. A férfiak viselete ezen kívül a szűr ( nem cifra) és a bunda is. Csizmájuk ormótlan és keményszárú volt. A lányok a közönséges és ráncos csizmán kívül világos színű fűzős cipőt hordtak. Ünnepi alkalmakkor a nők szerették az ékszereket, valamint a bársonyt és az atlaszt.

### Építkezés, bútorzat
A telkek néhány évvel ezelőttig a földművelő életmódra utaló szalagtelkek voltak. A régi ház keskenyebb, oldalával néz az utca felé.  A gazdasági épületek általában egybeépültek a lakóházzal, kivételt esetleg a pajta képzett, az állhatott a hossztengelyre merőlegesen is.  A házakat eleinte sárból verték, később vályogból, kőből építették. A tető anyaga a nád vagy a zsúp, korábban szalma és fazsindely.
A ház egy, esetleg két szobából állt, nyitott kéményű konyha következett a szoba után, vagy a két szobát kötötte össze. A ház fontos tartozéka volt a tűzhely, ahol a lábas edényekbe főztek, a parázs között cserépedényekben sütöttek. Majdnem minden embernél volt kemence a konyhában. Később a nyitott tűzhelyeket felváltotta a rakott tűzhely. Ez kerülhetett a lakószobába, ahol a szoba fűtését megoldotta.
Módosabb családoknál a tisztaszobába szemeskályhát rakattak, de ez általában csak díszként szolgálta a lakást. Az első szobát, a tisztaszobát nem lakták. Ennek az ajtaja nyithatott a gádorra is. A hátsó szobában lakott az egész család: nagyszülők, szülők, gyerekek. A szobák padlózata döngölt föld volt. A lakószoba jellemző bútorzata a láda, később az almárium, a kászli és az ágyak, népesebb család esetén alvásra szolgáló fiókkal, tulival. Az ágyak egymás végében a fal mellett álltak, így nagyobb hely jutott a családnak, ahol télen az asszonyok fontak, kukoricát morzsoltak, a férfiak famunkát végeztek.  A konyha vagy a hátsó szoba után következett a kamra. Általában az udvarra nyílt az ajtaja. Itt tartották zsákokban vagy ládákban a lisztet. Az istálló kerülhetett a lakóházzal egy fedél alá, de állhatott külön fedél alatt is.
Edényeiket vándorárusoktól vették, mivel helyben nem volt fazekas. A gazdasági udvar elfoglalta az egész telket. Veteményesnek nem jutott hely. Kisebb kertet alakítottak ki a szomszéd ház mögött a főzéshez szükséges zöldségek számára. Az evés szükségletet a káposztás kertekben termelték meg. Virágot csak az ablakban vagy a gádorban neveltek. Kedvelt viráguk a muskátli volt. Az udvaron egy, esetleg két szederfa adott árnyékot az állatoknak, később ezek helyére akácfa került. Az udvar elülső részén állt az ásott, kerekes vagy gémeskút.

## Felpéci mondák
Papp Andor betyár, Sobri Jóska alvezére felpéci származású volt. Néha hazajött, de akkor ezt a pandúrok megtudták és megugrasztották.  Egyszer éppen itthon tartózkodott, amikor jöttek a pandúrok és menekülnie kellett. Bemenekült a Malomdombon lakó öccse házába, aki egy hordóba bújtatta, a szájába nádszálat adott és betemette búzával. A szűrét azonban megismerték a pandúrok és vallatóra fogták az öccse négyéves kislányát, Évát. A kislány elárulta a betyárt, aki kiugrott a hordóból és a kerítéseken keresztül Tényő felé menekült. Útközben találkozott egy emberrel, aki gyanútlanul ruhát cserélt vele. A pandúrok elfogták az idegent, s napok múlva engedték szabadon, addig Papp Andor elért a barlangba.
A mondák szerint a Határszilfa alatt is két betyár nyugszik. Egyesek szerint a pandúrok akasztották fel őket a fára, mások azt mondják, hogy jó zsákmányra tettek szert közösen, a fa alá ültek osztozni, de összevesztek. A veszekedés tettlegességig fajult, s úgy  verték egymást, hogy elvéreztek mindketten.  A hagyományok szerint a Malatón volt csárdát is betyárok pusztították el. Egy este mulattak, táncoltak, majd egyikük véletlenül lelökte a mécsest, amitől a berendezés meggyulladt, az épület pedig leégett. Törisváron tövisből épült vár állott, a tatárjárás idején építették. A tövisen a tatárok nyila nem hatott át, de a réseken a magyarok ki tudtak nyilazni, így a falu lakossága megmenekült.

### Dely Mári
A ballada alapja valós történet. Felpécen élt Dely nevű nemesi család, lányuk Dely Mári gabonát vitt a „vesszősi malomba”, ahol egy T. J. nevű molnárlegény kegyetlen módon megölte, mert a lány elutasította közeledését. A gyilkosság 1874-ben történt, két év múlva már élt a ballada, Dely Mári bátyját Dely Lajost Rábaszentmihályon 1876-ban ezzel a balladával fogadták.  Lanczendorfer Zsuzsanna külön-külön kezébe vette az egykoron történt tragikus esemény szálait. Addig faggatta a még ma is élő emlékezőket, amíg nem oszlott el a balladai homály: feltárult Dely Mári tragédiájának igaz története. Enyingi Józsefné, Szarka Ferencné újságolták, hogy a ballada hősnője élő személy és ráadásul rokona volt, akinek haláláról nemcsak ballada született, hanem kilenc igaz történet is, amelyből szinte teljességgel összeállítható a vele történt tragédia.
A felpéci nép nem volt babonás, azonban szívesen jósolgatott időt: pl: ha keletről csúnya, sárgásbarna felhő jött, attól féltek, hogy jeget hoz. Ezt az irányt ”rohadtsaroknak” hívták és azt mondogatták, abból az irányból feleséget hozni sem jó.